# Contribution sur les eaux minérales
Lire en ligne

Lire sur Légifrance

La contribution sur les eaux minérales (anciennement surtaxe sur les eaux minérales, dite droit de col) est une taxe indirecte facultative française créée en 1920 qui est acquittée par les entreprises d'embouteillage d'eaux minérales. Le produit de cette taxe (21 millions d'euros en 2014) est destiné à financer les collectivités sur lesquelles sont situées des sources d'eaux minérales.

## Historique
La surtaxe sur les eaux minérales est instituée par l'article 86 de la loi de finances du 25 juin 1920,. Système créé au lendemain de la Première Guerre mondiale afin de permettre aux villes thermales de faire face aux charges exceptionnelles engendrées par l'afflux de curistes pendant une période limitée de l'année, évitant ainsi de faire supporter ces coûts par la population permanente de la commune,.
Des entreprises arrivent à contourner la loi de 1920. Perrier consent un don de 45 000 francs à la commune de Vergèze afin que cette dernière n'instaure par de surtaxe. Lorsque la commune instaure la surtaxe en 1932, Perrier doit verser à la commune près de 200 000 francs.
La surtaxe était à l'origine d'un centime de francs par bouteille produite. Taxer le nombre de bouteilles produites pose un problème car par exemple Perrier et Vittel vendent des bouteilles de différentes tailles (demi-litre ou par exemple le Split, quart de Perrier). Par la suite, la taxe portera sur la quantité d'eau.
La taxe est dorénavant prévue par l'article 1582 du Code général des impôts.
Dans son rapport consacré aux taxes à faible rendement, l'Inspection générale des finances recommande la suppression de la surtaxe et d'augmenter la taxe de séjour ou de l'augmentation des droits sur l'eau minérale.

## Caractéristiques

### Redevables
La surtaxe s'applique aux livraisons d'eaux minérales effectuées sur le marché intérieur. L'exportation et la consommation sur la commune sont exemptées. Les eaux de source sont exclues de la surtaxe.
Le montant de cette surtaxe est fixé par le conseil municipal dans la limite de 0,58 euro par hectolitre.

### Bénéficiaires
La surtaxe est collectée par la direction générale des douanes et droits indirects (DGDDI) à la demande et au profit des communes sur le territoire desquelles est située une source d'eau minérale. Une commune accueillant des entreprises d'embouteillage d'eau minérale qui ne dispose pas de sources sur son territoire ne peut percevoir cette surtaxe.
Les sommes perçues par la douane sont mises à la disposition de chaque commune concernée, dans la limite des ressources ordinaires de celle-ci. Lorsque le produit de la surtaxe excède le montant des ressources ordinaires de la commune pour l'exercice précédent, le surplus est attribué au département.
En 2014, la surtaxe a rapporté 21 millions d'euros à un peu plus d'une trentaine de communes. Le produit de cette surtaxe peut atteindre plusieurs millions d'euros par commune et représenter une part très importante du budget de la commune. Par exemple à Vittel, la surtaxe représente 4 millions d'euros sur un budget de fonctionnement de 16,8 millions d'euros, soit près d'un quart du budget annuel de la commune. À Volvic, la surtaxe représente plus de 2 millions d'euros par an, soit 38 % du budget de fonctionnement. À Contrexéville, la surtaxe représente plus de 2 millions d'euros en 2017, soit 24 % du total des recettes réelles de fonctionnement.